# 马尔达
马尔达，是西班牙加泰罗尼亚莱里达省的一个市镇。 总面积32平方公里，总人口271人（2001年），人口密度8人/平方公里。